# Doanh thu trung bình trên một khách hàng
ARPU (Average Revenue Per User) - Doanh thu trung bình trên một khách hàng là giá trị dùng để đánh giá sự thành công của một mạng viễn thông di động, hay còn gọi là chỉ số doanh thu bình quân của một thuê bao/tháng; là chỉ số dùng để đánh giá tính hiệu quả của các nhà khai thác, cung cấp dịch vụ viễn thông.

## Hạn chế của ARPU
Hiện nay, chỉ số ARPU đã bộc lộ nhiều điểm hạn chế để đánh giá sự thành công của một mạng viễn thông di động; trong đó có quá nhiều yếu tố làm cho ARPU không còn phản ánh đúng khả năng thực sự của một mạng, đó là:
1. Dùng nhiều thẻ SIM:
Do chính sách khuyến mại của các Hãng Viễn thông di động, nên có nhiều khách hàng thường sử dụng nhiều thẻ SIM đồng thời. Nguyên nhân là việc sử dụng một thẻ SIM mới có khuyến mãi thì sẽ tiết kiệm hơn là dùng SIM cũ, và khách hàng thuê bao không muốn bỏ đi số điện thoại cũ. Những người dùng nghiêm túc hơn cũng sử dụng nhiều SIM, mỗi SIM cho một dịch vụ khác nhau. Hơn nữa, không nhất thiết thẻ SIM đi kèm với điện thoại: thẻ Internet 3G cho máy tính xách tay cũng dùng SIM. Và lúc đó, ARPU của một khách hàng sẽ được chia ra trên nhiều thẻ SIM; như vậy, tổng doanh thu có thể tăng, nhưng ARPU lại thấp hơn những mạng cung cấp ít dịch vụ hơn và khách hàng dùng ít thẻ SIM hơn. Do đó, rất khó biết được hai thẻ SIM khác nhau là của cùng một khách hàng;
2. Trợ giá và trả trước;
3. Nhiều dịch vụ khác nhau.

## Giải pháp thay cho chỉ số ARPU
Có nhiều chỉ số khác có thể sử dụng, thí dụ như:
- Doanh thu trung bình trên 1 phút thoại, tính trong 1 tháng trên toàn mạng;
- Doanh thu trung bình trên 1 MB dữ liệu (web, e-mail,...) trên di động;
- Doanh thu trung bình trên 1 MB dữ liệu Internet tốc độ cao trên laptop;
- Tương tự với SMS, MMS.